# Larciano
Larciano ist eine italienische Gemeinde mit 6280 Einwohnern (Stand 31. Dezember 2023) in der Provinz Pistoia der Region Toskana.
Die Nachbargemeinden sind Cerreto Guidi (FI), Fucecchio (FI), Lamporecchio, Monsummano Terme, Ponte Buggianese und Serravalle Pistoiese.

## Persönlichkeiten
- Nedo Fagni (1931–2020), Radsportler, wurde in  Larciano geboren.